# Metaphya
Genre
Metaphya est un genre de libellules de la famille des Gomphidae (sous-ordre des Anisoptères, ordre des Odonates).

## Liste des espèces
Selon GBIF (29 décembre 2023) :
- Metaphya elongata Campion, 1921
- Metaphya micans Laidlaw, 1912 - espèce type
- Metaphya tillyardi Ris, 1913

## Classification
Le nom valide complet (avec auteur) de ce taxon est Metaphya Laidlaw (d), 1912,. Ce genre a été créé avec comme espèce type Metaphya micans.

## Publication originale
- (en) F. F. Laidlaw, « On a New Genus and Species of Odonata from Sarawak », Sarawak Museum Journal, Kuching, Inconnu, vol. 1, no 2,‎ 1912, p. 65-67 (ISSN 0375-3050 et 0581-7897, OCLC 2017321, lire en ligne).